# Kanton Saint-Ouen-l'Aumône
Kanton Saint-Ouen-l'Aumône is een kanton in Frankrijk, departement Val-d'Oise, arrondissementen Pontoise en Argenteuil.
Sinds de herindeling van de kantons bij decreet van 17 februari 2014, met uitwerking in maart 2015 omvat het kanton Saint-Ouen-l'Aumône de volgende gemeenten:
1. Saint-Ouen-l'Aumône hoofdplaats
2. Auvers-sur-Oise
3. Butry-sur-Oise
4. Frépillon
5. Frouville
6. Hédouville
7. Hérouville-en-Vexin
8. Labbeville
9. Mériel
10. Méry-sur-Oise
11. Nesles-la-Vallée
12. Valmondois